# Segunda Campaña de Intermedios
La Segunda Campaña de Intermedios fue una fase de la Independencia del Perú acontecida entre mayo y octubre de 1823. Retomando el plan de la Primera Campaña de Intermedios, el ejército peruano, bajo el mando del general Andrés de Santa Cruz, desembarcó en los «puertos intermedios» del sur del Perú y se adentró hasta el Alto Perú (actual Bolivia), región dominada por las fuerzas realistas al mando del virrey José de la Serna. Tras la indecisa batalla de Zepita, los patriotas se vieron abrumados por el masivo ataque realista y retrocedieron a la costa, logrando los sobrevivientes embarcarse a duras penas.

## Organización
Desde el 28 de febrero de 1823 gobernaba en el Perú el presidente José de la Riva-Agüero, nombrado por el Congreso Constituyente luego de la disolución de la Suprema Junta Gubernativa del Perú. Tarea primordial del nuevo gobierno era poner fin a la guerra de la Independencia, pues los españoles dominaban todavía el centro y el sur del Perú.
Riva Agüero desplegó una prodigiosa actividad, logrando antes de dos meses organizar un ejército nacional de más de 5.000 hombres, listos para entrar en campaña. Por primera vez, el Perú contaba con un ejército formado casi íntegramente por jefes y soldados peruanos. Riva Agüero se propuso llevar adelante el plan de ataque desde los «puertos intermedios del sur», ya que consideraba que era bueno, y que el fracaso de la anterior campaña se debió a la lentitud con que se desarrollaron las operaciones y a la erradas decisiones. Deseaba también culminar la guerra de independencia sin el concurso de fuerzas extranjeras, es decir, de Simón Bolívar y los grancolombianos.
La expedición fue colocada bajo el mando del general Andrés de Santa Cruz, teniendo como jefe de Estado Mayor al general Agustín Gamarra y como jefe de escuadra al contralmirante Martín Guise. Se embarcó en el Callao entre el 14 y el 25 de mayo de 1823 y zarpó hacia el sur.
Bolívar había apoyado encarecidamente la expedición. En dos cartas para Santander y Salom fechadas el 14 y 21 de mayo de 1823 respectivamente, escribía que mientras José de Canterac estaba en Jauja con 6.000 hombres quedaban 2.000 realistas guarneciendo los puertos. Los republicanos podían enviar a Santa Cruz con 5.000 soldados mientras 6.000 podían quedar protegiendo Lima. El Libertador esperaba que Gerónimo Valdés y Pedro Antonio Olañeta pudieran reunir un máximo de 3.000 monárquicos para enfrentarlos en el río Desaguadero.
El ejército realista peruano fluctuaba entre quince y dieciséis millares de soldados y milicianos a tiempo parcial después de Torata y Moquegua. Olañeta tenía 1.500 hombres en el Alto Perú, José Carratalá 1.500 en Arequipa y Puno, Canterac 9.000 en Huancayo y Jauja; se esperaba que Valdés ocupará Lima con los batallones Burgos, Gerona y Centro y el escuadrón de Granaderos a Caballo, en total 3.000 soldados. Las guarniciones de la costa alcanzaban apenas 1000 combatientes. Durante la expedición republicana, específicamente en julio, el virrey La Serna se verá obligado a pedir a Canterac que ordenara a Valdés volver con 2.500 soldados, algo no esperado por Antonio José de Sucre al idear la campaña. El venezolano organizó una división de 3.215 veteranos, incluidos los auxiliares chilenos traídos por Pinto, para reforzar a Santa Cruz.

### Fuerza expedicionaria
| Comandante en Jefe - General Andrés de Santa Cruz Unidades y Comandantes Infantería: - Batallón N.º 1 de la Legión Peruana, coronel Cerdeña - Batallón 1.º de Infantería de línea, coronel Eléspuru - Batallón 2.º de Infantería de línea, teniente coronel Garcón - Batallón 4.º de Infantería de línea, coronel Pardo de Zela - Batallón 5.º de Infantería de línea, coronel José María de la Fuente y Mesía, marqués de San Miguel de Híjar Caballería: - Regimiento de Húsares de la Legión Peruana, coronel Federico de Brandsen - Escuadrón de Lanceros, coronel Placencia Artillería: - 8 Piezas de artillería, teniente coronel Morla |

La tropa se componía de una disciplinada fuerza de 5.092 a 5.369 oficiales y soldados agrupados en los ya mencionados 7 batallones de infantes, 5 escuadrones de jinetes, una brigada de artillería y 8 cañones. El comienzo de la expedición se atrasó, pues se esperaba aumentar la tropa a 7000 soldados con los refuerzos chilenos, pero como estos no llegaron finalmente se decidió lanzarla con los cerca de 5.000 plazas que tenían.

## Inicio de la Campaña

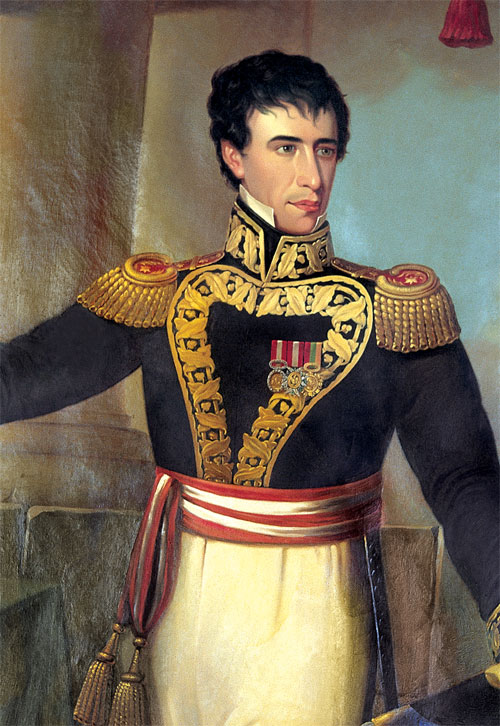
El general Andrés de Santa Cruz, jefe del ejército independiente durante la Segunda Campaña de Intermedios. Fue luego investido como Gran Mariscal de Zepita.

Las fuerzas expedicionarias emprendieron el viaje a los puertos intermedios del 1 al 14 de mayo, ocupando y desembarcaron en Iquique y Pacocha, el 15 de junio la escuadra naval al mando de Martin Guisse y 400 hombres al mando del coronel Elespuru ocuparon Arica, poco después se ocupó Tacna y Moquegua, puntos donde permanecieron mucho tiempo, con el que se perdió el factor sorpresa. Recién en julio, los patriotas, divididos en dos grupos, avanzaron al Alto Perú: el 8 de agosto Santa Cruz ocupó La Paz y el 9 de agosto Gamarra hacía lo mismo con Oruro.
Alarmado por el avance patriota, el virrey La Serna llamó de urgencia al general Gerónimo Valdés, que se hallaba entonces cerca de Lima, ciudad que había sido ocupada por los realistas durante el lapso de un mes, entre junio y julio de 1823. Valdés, que se caracterizaba por la rapidez de sus desplazamientos («Valdés tiene alas en los pies», se decía), llegó en menos de un mes al Alto Perú y se reunió con las fuerzas del virrey; a ellas se sumaron otras fuerzas realistas provenientes de Puno y Arequipa.

## Situación de Lima
Mientras que se desarrollaba esta campaña, importantes acontecimientos sucedían en el resto del Perú. Como consecuencia de la casi nula defensa militar de Lima, 9000 realistas al mando del general José de Canterac tomaron la capital el 18 de junio de 1823, lo que desencadenó un reacomodo social a la nueva situación que devino en una crisis política. Parte del Congreso se pasó al bando realista al igual que la elite criolla que no había tenido participación directa en la firma del acta de independencia, mientras que unas diez mil personas dejaban la ciudad temerosas a las represalias del bando realista.
El presidente Riva Agüero trasladó la sede de su gobierno al Callao; ya por entonces dicho mandatario se hallaba en abierta disputa con el Congreso. Ante la crítica situación, los parlamentarios dispusieron el traslado a Trujillo de los dos poderes del Estado, es decir el Ejecutivo y el Legislativo; crearon además un Poder Militar que confiaron al general venezolano Antonio José de Sucre (que había llegado al Perú en mayo de dicho año al frente de tropas auxiliares grancolombianas), y acreditaron una delegación para solicitar la colaboración personal de Simón Bolívar en la guerra contra los españoles (19 de junio de 1823). Enseguida, el mismo Congreso concedió a Sucre facultades iguales a las de Presidente de la República mientras durara la crisis, y el día 23 de junio dispuso que Riva Agüero quedaba exonerado del mando supremo.
Riva Agüero no acató tal disposición y se embarcó a Trujillo con parte de las autoridades. Mantuvo su investidura de Presidente, decretó la disolución del Congreso y creó un Senado integrado por diez diputados. Mientras tanto, el 16 de julio, Canterac se retiraba de Lima, siendo inmediatamente ocupada la capital por los independientes. El Congreso se reunió nuevamente en Lima y nombró como Presidente de la República a José Bernardo de Tagle, el 16 de agosto.

### Expedición de Sucre
Antonio José de Sucre vio conveniente ayudar lo más rápido posible a la Campaña de Santa Cruz, por lo que al mando de 3000 colombianos y acompañado de Guillermo Miller salió de Lima el 20 de julio, ocupando Arequipa el 31 de agosto. Luego intentó unirse con la división de Santa Cruz pero no pudo.

## Fin de la Campaña

### La Batalla de Zepita
El único encuentro importante de esta campaña fue la batalla de Zepita, librada el 25 de agosto de 1823, a orillas del Lago Titicaca, donde Santa Cruz logró batir, inicialmente, a Valdés, pero no supo aprovechar de esta circunstancia permitiendo la retirada del jefe realista.
Aunque Santa Cruz infligió mayores bajas a sus contrarios y desmoralizó a su caballería militarmente se trató de una batalla indecisa donde ningún bando logró obtener una ventaja decisiva, aun así Santa Cruz fue nombrado Mariscal de Zepita por el gobierno peruano

### Retirada a la Costa
Santa Cruz continuó su marcha en busca de Gamarra, con el que por fin se reunió en Panduro; en total, el ejército patriota sumaba 7000 efectivos. Mientras tanto, La Serna se unió con las fuerzas del general Pedro Antonio Olañeta y persiguió a Santa Cruz. Las caballerías de ambos bandos se enfrentaron en Sicasica y Ayo Ayo, pero Santa Cruz, pese a la insistencia de los suyos, no quiso presentar una batalla decisiva y ordenó el repliegue de sus tropas; se dice que tomó tal decisión al verse en desventaja.
Santa Cruz inició así una larga y penosa retirada hacia la costa, a la espera de una expedición de refuerzo proveniente de Chile que inclinaría la balanza nuevamente en su favor; sin embargo ésta expedición llegaría demasiado tarde y volvería a Chile sin desembarcar en territorio peruano. 
En esta serie de marchas y contramarchas los patriotas perdieron gran cantidad de hombres y equipos, tan así, que al llegar al puerto de Ilo, Santa Cruz disponía tan solo de 800 infantes y 300 jinetes. Para empeorar la situación la caballería peruana que tanto se había distinguido en Zepita fue capturada en alta mar por un buque realista, entre los prisioneros se encontraban el coronel José María de la Fuente y Mesía, noble criollo que se había unido a San Martín tan pronto como este desembarco en Paracas, el comandante de húsares Luis Soulanges, destacado oficial francés al servicio de la causa patriota, y muchos jóvenes oficiales peruanos de la aristocracia limeña, quienes perecieron trágicamente al naufragar el buque en el que eran remitidos prisioneros a las islas de Chiloé, entonces bajo control realista.

### El Combate de Arequipa y retirada definitiva de los patriotas
Antonio de Sucre fue vencido en el Combate de Arequipa el 8 de octubre y tuvo que reembarcar con dirección a Lima aquel mismo día.
A esta guerra, los españoles le dieron el nombre de la «Campaña del Talón», pues a decir de ellos se limitaron a perseguir a Santa Cruz, casi «pisándole los talones», sin que este se atreviera a enfrentarles. La Segunda Campaña de Intermedios culminó, pues, en fracaso para los patriotas, al igual que la primera campaña. Antes de partir, Santa Cruz había prometido al Congreso volver triunfante o morir en la campaña, pero ni triunfó, ni murió.

## Consecuencias
Esta campaña al igual que su antecesora, tuvo grandes repercusiones políticas, cundió pues la anarquía en el Perú al existir al mismo tiempo dos gobiernos: Riva Agüero en Trujillo y Torre Tagle en Lima. Sumado a ello, el fracaso de la Segunda Campaña a Intermedios creaba el ambiente perfecto para que, por pedido unánime de la población, se produjera la intervención de Bolívar y su ejército grancolombiano, visto como el único que podía salvar al Perú.
Al año siguiente se produciría la sublevación del Callao y Lima sería de nuevo ocupada por los realistas el 29 de febrero de 1824, así mismo luego de la campaña las fuerzas realistas se reorganizaron en los llamados "Ejercito del Norte" al mando de Canterac y el "Ejercito del Sur" al mando de Gerónimo Valdez, en este último ejército se encontraba subordinado Pedro Antonio de Olañeta, alimentando su separación el virrey de la Serna, el 22 de enero Olañeta realizó una rebelión en el Alto Perú.